# Полісульфідно-бромідна комірка
Полісульфідно-бромідна комірка — паливна комірка, яка використовує електрохімічну реакцію між двома електролітами: розчинами броміду натрію і полісульфіду натрію. Це приклад окислювально-відновлювального потокового елемента.

## Хімія
Два різні розчини солей електроліти зберігаються у двох окремих контейнерах (баках). При потребі у енергії розчин Na2S2 (дісульфід натрію) прокачується до анода, а NaBr3 (трибромід натрію) прокачується до катода. Анод і катод, а також відповідні розчини розділені іонообмінною мембраною. На негативному електроді відбувається реакція:
2Na2S2 → Na2S4 + 2Na+ + 2e−
На позитивному електроді відбувається реакція: NaBr3 + 2Na+ + 2e−→ 3NaBr
По мірі споживання енергії сульфід натрію перетворюється на полісульфід натрію, а трибромід натрію перетворюється у бромід натрію. Ця реакція може бути обернена по подачі електричного струму на електроди, таким чином система солей може бути повторно заряджена. Система вважається паливною коміркою тому що електроди не беруть участь у реакції. Також не споживається розчинник. У процесі змінюються лише розчини солей.
Напруга на електродах складає приблизно 1,5 В. 

## Практичне застосування
У 2002 був побудований прототип установки для зберігання електричної енергії потужністю 12 МВт на Little Barford Power Station у Великій Британії, який використовує полісульфід-бромідні проточні батареї. Незважаючи на те, що установка була побудована, через конструкційні проблеми масштабування технології, вона не була введена в експлуатацію.
Схоже підприємство, побудоване з метою демонстрації у Долині Теннессі в місті Колумбус, штат Міссісіпі, США не було завершене.